# معاون قاضي في المحكمة العليا للولايات المتحدة
معاون قاضي في المحكمة العليا للولايات المتحدة هو لقب جميع أعضاء المحكمة العليا للولايات المتحدة بخلاف رئيس المحكمة العليا للولايات المتحدة. عدد القضاة المساعدين هو ثمانية، على النحو المنصوص عليه في قانون القضاء لعام 1869.
المادة الثانية، القسم 2، البند 2 من دستور الولايات المتحدة يمنح الرئيس سلطة كاملة للترشيح، وبمشورة وموافقة (تأكيد) من مجلس الشيوخ، يعين القضاة في المحكمة العليا. المادة 3، القسم 1 من الدستور يمنح فعليًا مدة الحياة للقضاة المنتسبين، وجميع القضاة الفيدراليين الآخرين، والذي ينتهي فقط عندما يموت أحد القضاة، أو يتقاعد، أو يستقيل، أو يتم عزله من منصبه بالإقالة.
لكل قاضي في المحكمة العليا صوت واحد في البت في القضايا المعروضة عليها؛ لا يحسب تصويت رئيس القضاة أكثر من أي قاضي آخر. ومع ذلك، يقرر رئيس القضاة - عندما يكون في الأغلبية - من يكتب رأي المحكمة. خلاف ذلك، يعين كبير القضاة في الأغلبية كتابة قرار. علاوة على ذلك، يقود رئيس القضاة مناقشة القضية بين القضاة. لدى رئيس القضاء مسؤوليات إدارية معينة لا يتحملها القضاة الآخرون ويتقاضون أجورًا أعلى بقليل (267000 دولار سنويًا اعتبارًا من 2018، مقابل 255300 دولار سنويًا لكل قاضي مشارك).
يتمتع القضاة المساعدون بالأقدمية بأمر التعيين، على الرغم من أن رئيس القضاة يعتبر دائمًا الأقدم. إذا تم تعيين قاضيين في نفس اليوم، يتم تعيين الأكبر سناً القاضي الأعلى لهما. حاليًا، القاضي المشارك الأول هو كلارنس توماس. بالتقليد، عندما يكون القضاة في مؤتمر يناقشون نتائج القضايا المعروضة على المحكمة العليا، فإن القضاة يصرحون بآرائهم بترتيب الأقدمية. وكبير القضاة المساعدين مكلف أيضًا بتنفيذ واجبات القضاة عندما يكون غير قادر على ذلك، أو إذا كان هذا المنصب شاغرًا. تاريخيا، تم تسمية القضاة المساعدين «السيد العدل» في فتاوى المحكمة وكتابات أخرى. تم اختصار العنوان إلى «العدل» في عام 1980، قبل عام من أن تصبح ساندرا داي أوكونور أول قاضية أنثى.

## القضاة المنتسبون الحاليون
هناك ثمانية قضاة مشاركين في المحكمة العليا. القضاة، مرتبون حسب الأقدمية، هم:

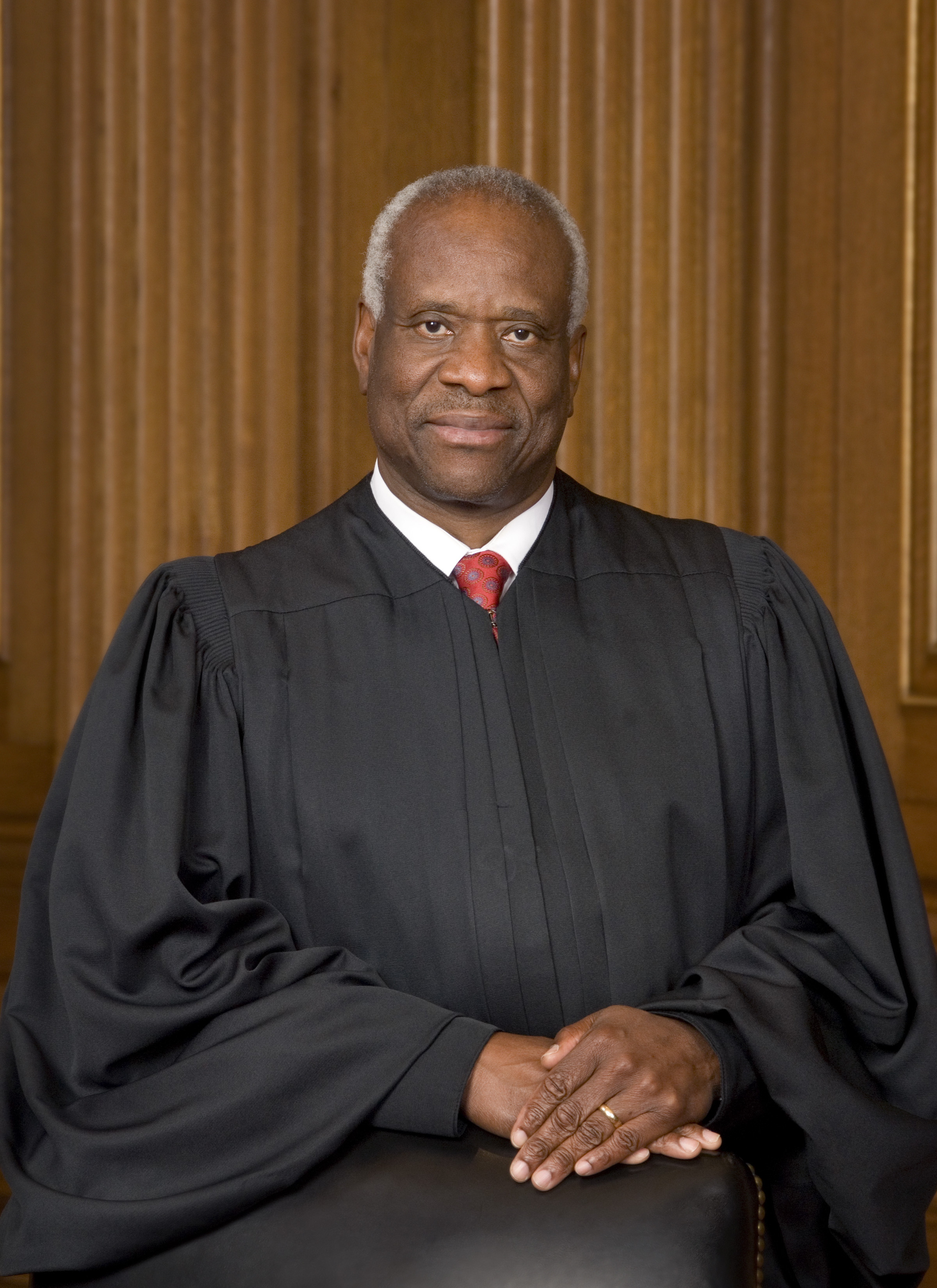
كلارنس توماس, منذ 23 اكتوبر 1991
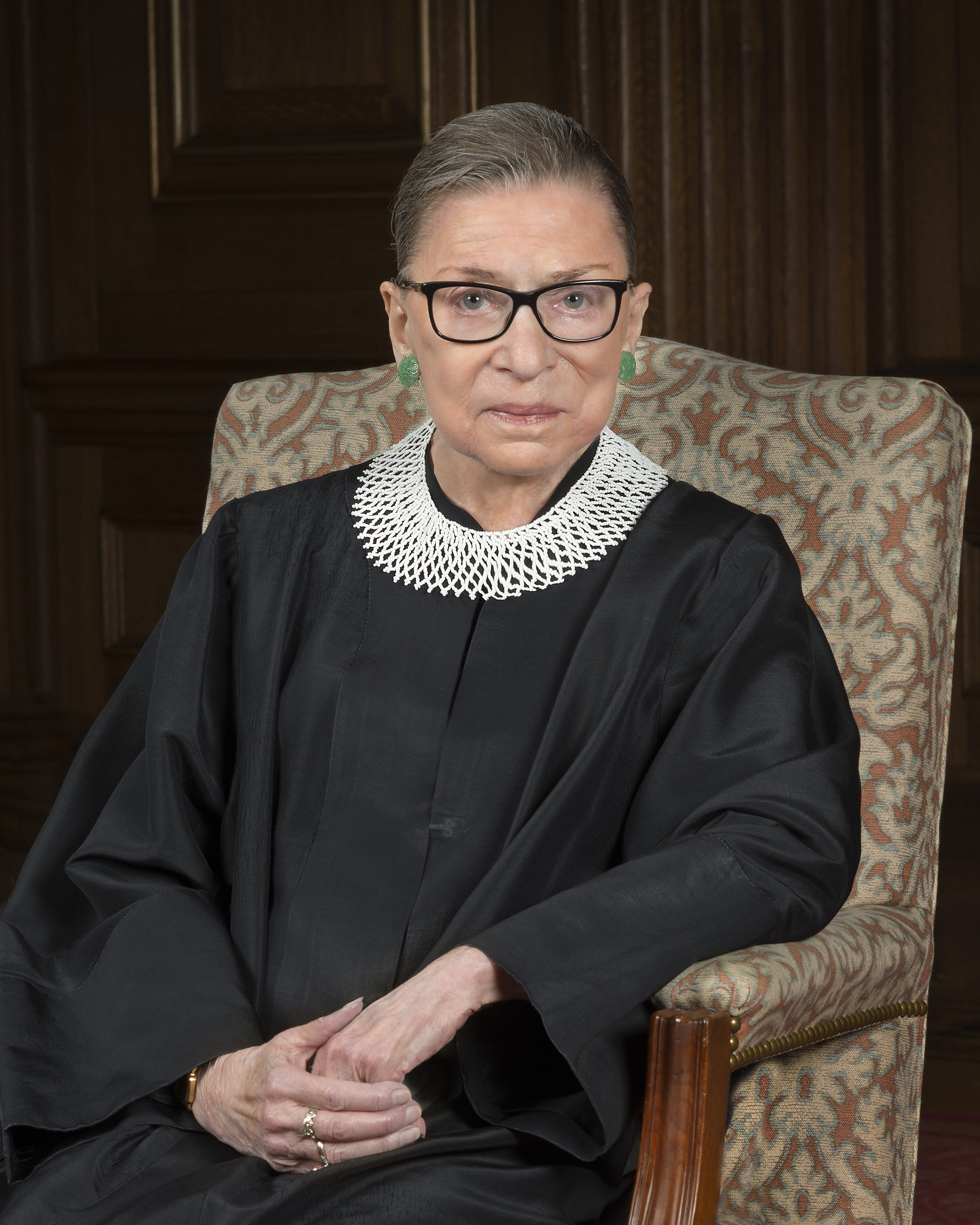
روث بادر غينسبورغ, منذ 10 أغسطس 1993
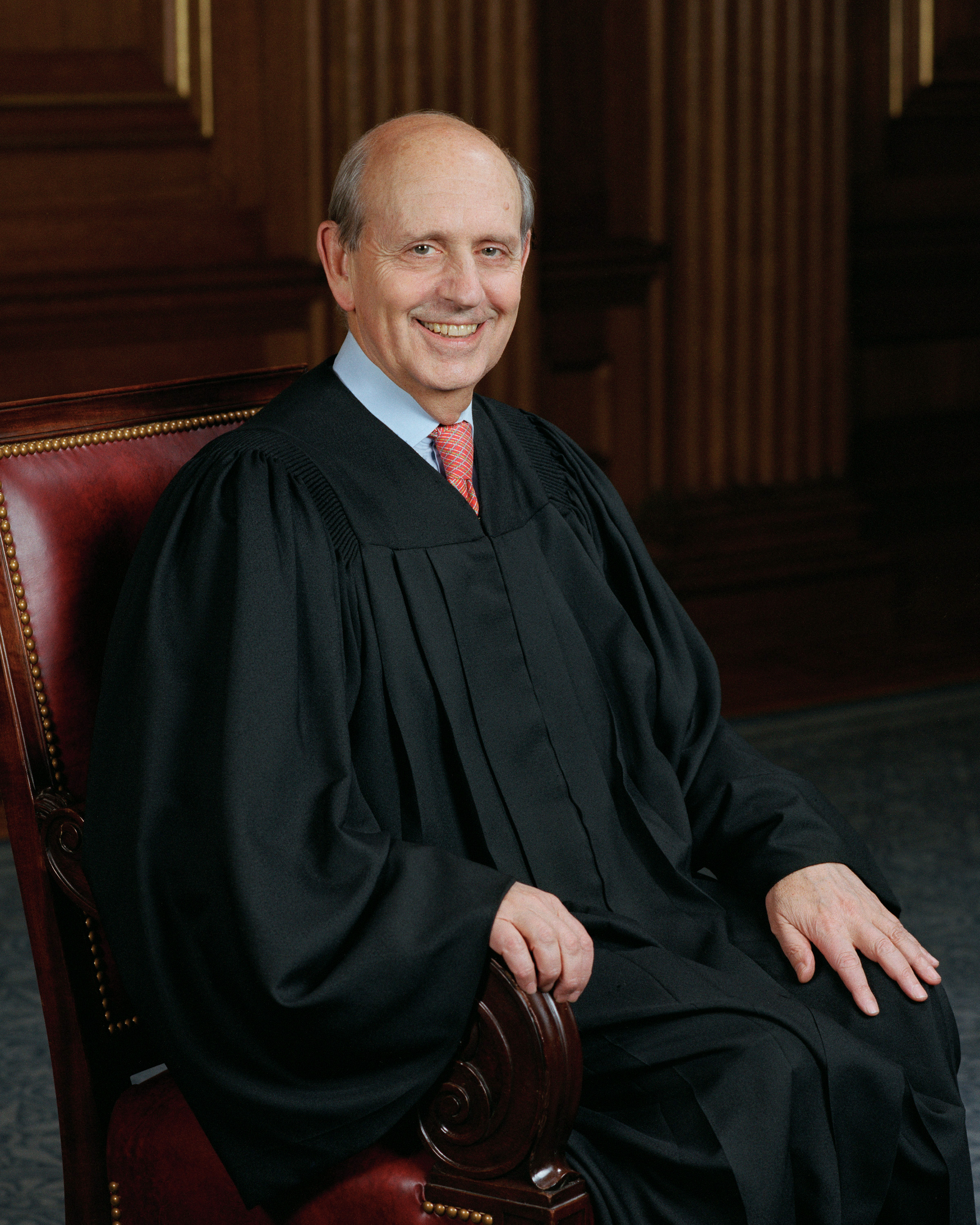
ستيفن براير, منذ 3 اغسطس, 1994
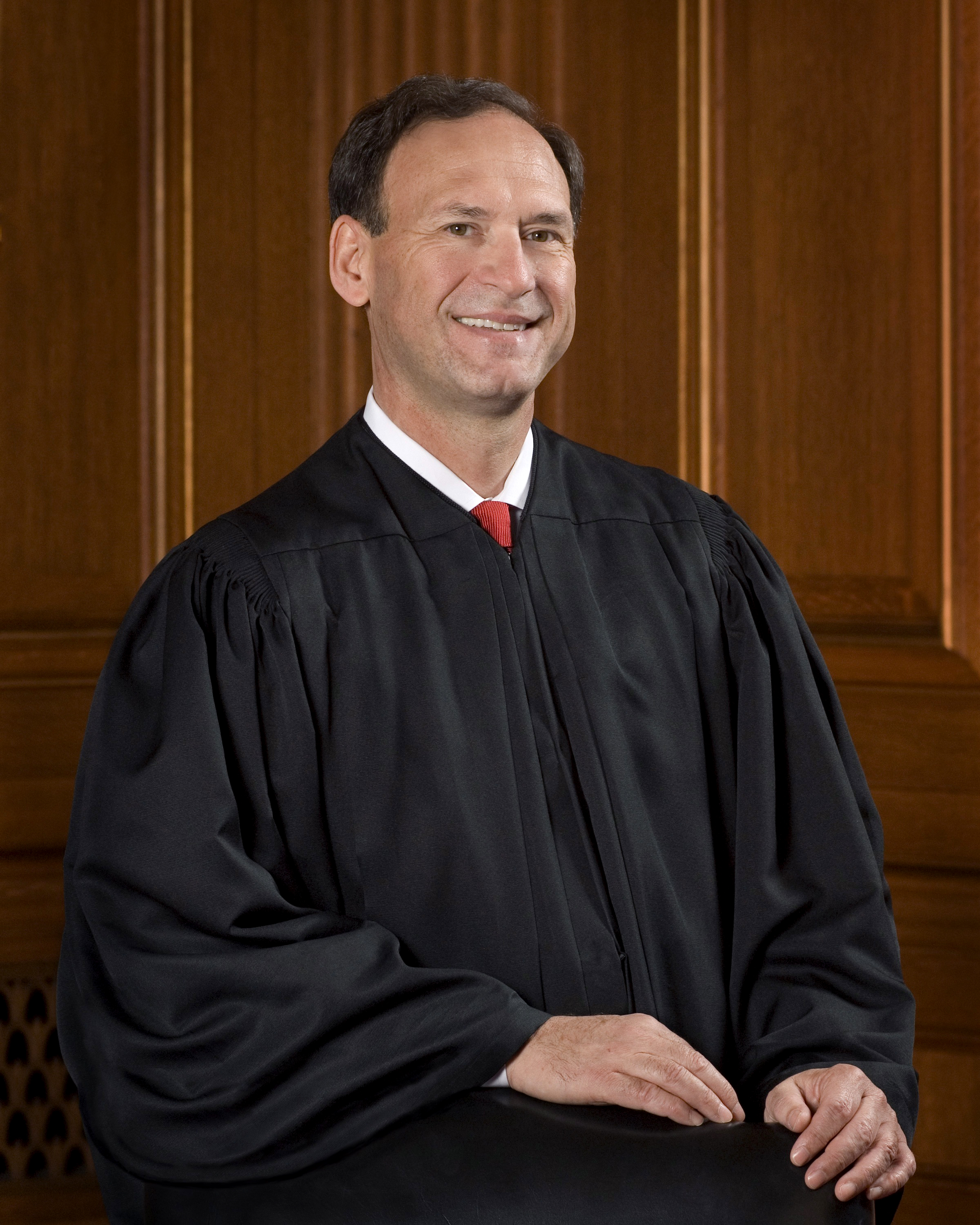
صامويل أليتو, منذ 31 يناير, 2006

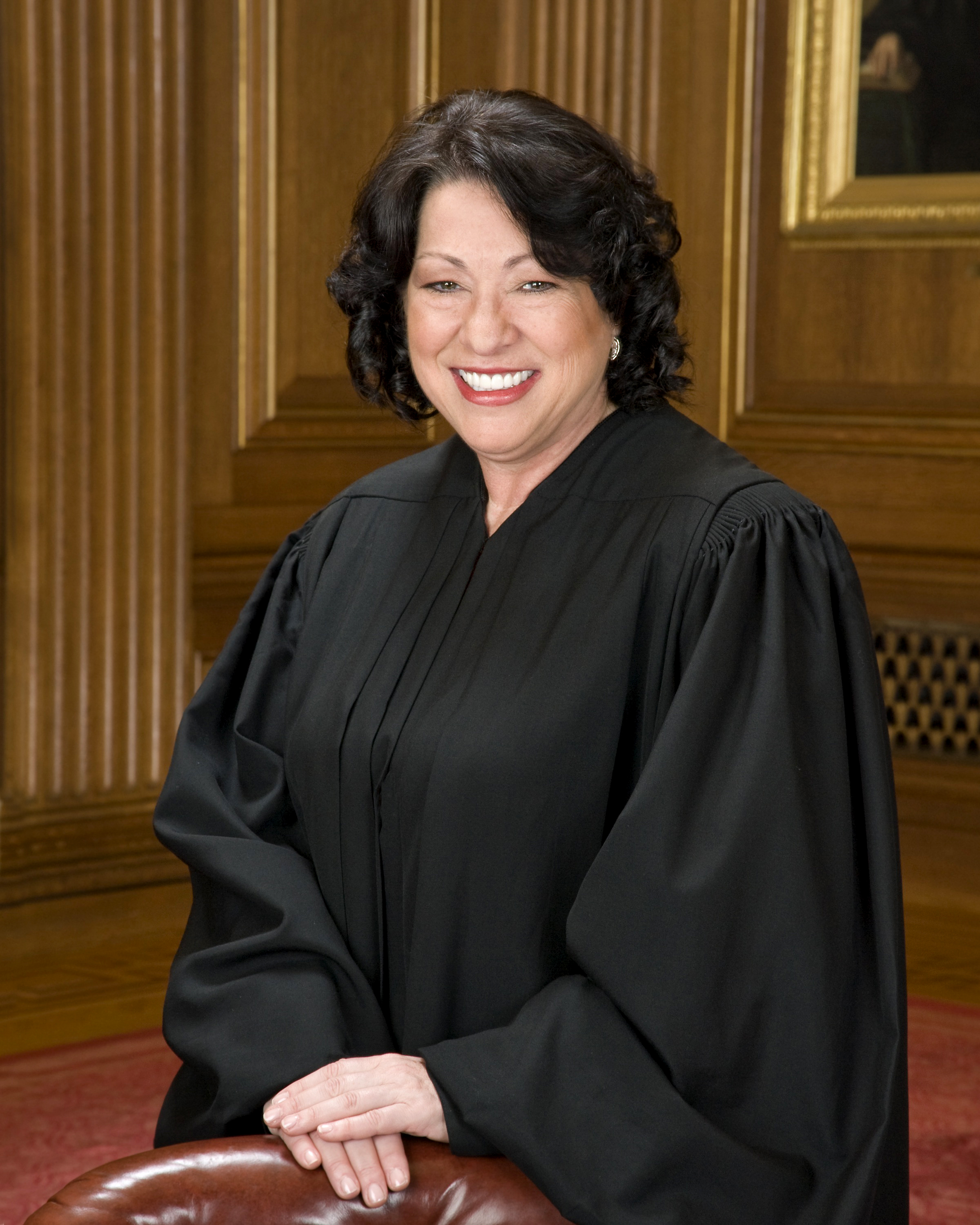
سونيا سوتومايور, منذ 8 اغسطس, 2009
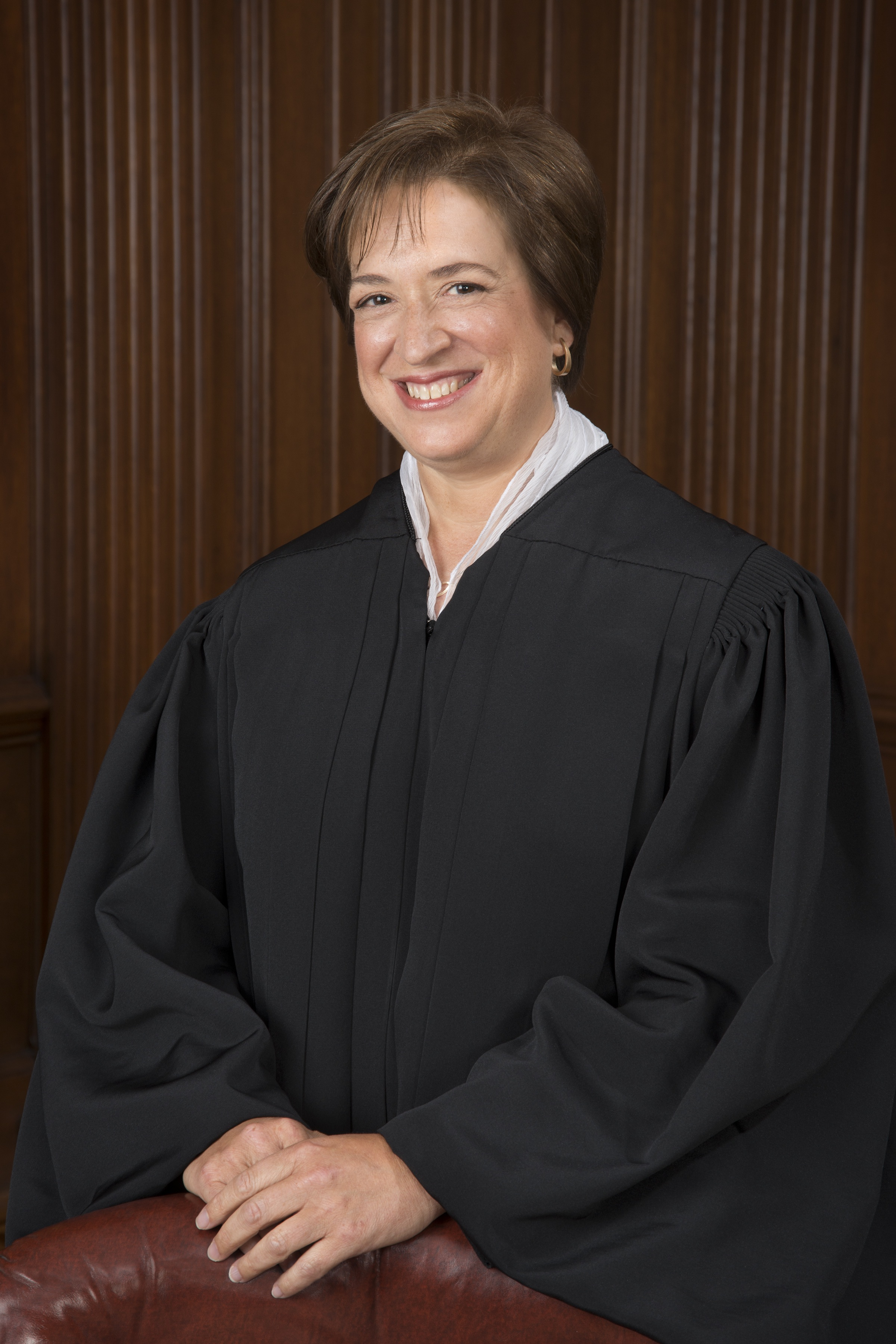
ايلينا كاغان, منذ 7 اغسطس, 2010
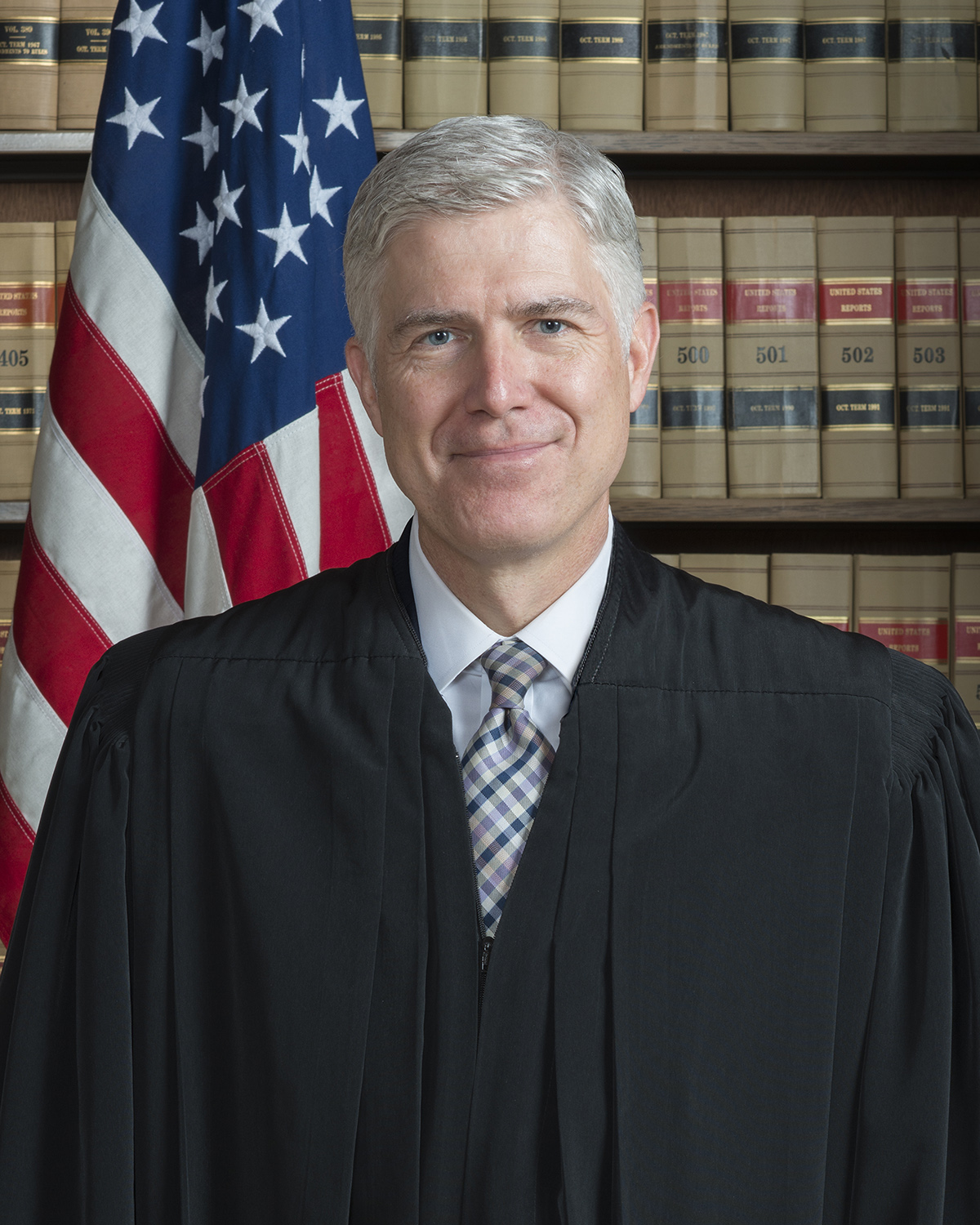
نيل غورساتش, منذ 10 ابريل, 2017
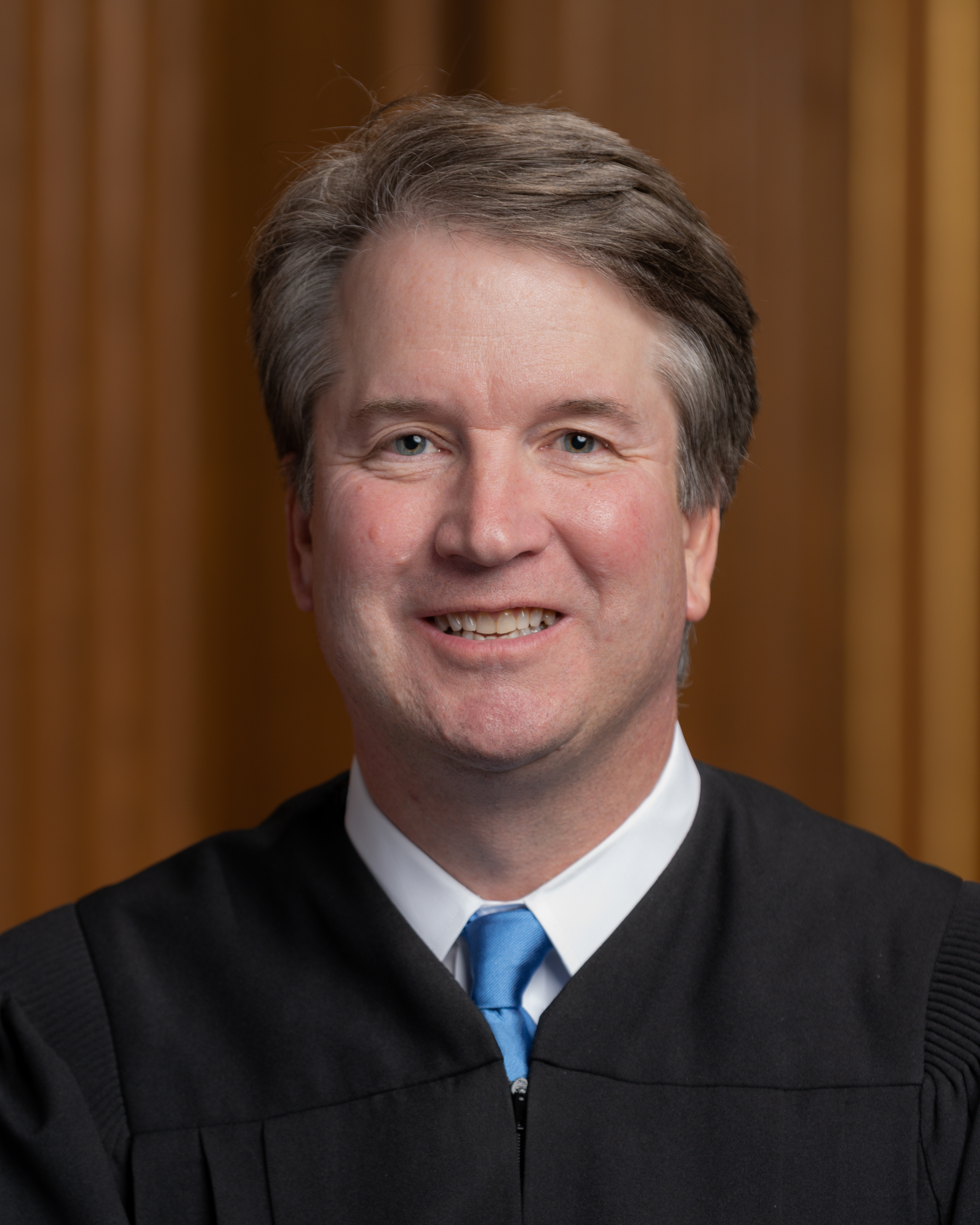
بريت كافاناه, منذ 6 اكتوبر, 2018